# Gemmatimonas phototrophica
Espèce
Gemmatimonas phototrophica est une espèce de bactérie aérobie, anoxygénique et chlorophotohétérotrophe facultative du genre Gemmatimonas,,.
La souche type est l'AP64T.

## Description
Gemmatimonas phototrophica a été identifiée dans un lac d’eau douce du désert de Gobi (天鹅湖 (Tiān ér hú) ou 'lac des cygnes').
Elle se développe dans un milieu contenant de 9.8 à 15.2 % d'oxygène atmosphérique, cessant de croitre sous atmosphère normale (21 % O2). La ménaquinone 8 (MK-8) est sa principale quinone respiratoire. Elle se distingue des autres Gemmatimonadaceae par la présence de centres de réaction photosynthétique bactérienne pourpre fonctionnels. La voie principale de fixation du CO2 est absente. Elle est capable de croitre et de produire de la bactériochlorophylle dans l'obscurité, ce qui en fait une bactérie photohétérotrophe facultative.
Elle a acquis sa capacité de photosynthèse par un transfert horizontal de gènes depuis une protéobactérie phototrophe.